# Tyrannion
Tyrannion est un grammairien du Ier siècle av. J.-C., originaire d'Amisos, ville du royaume du Pont, et installé à Rome.

## Biographie
Selon la Souda, encyclopédie grecque de la fin du IXe siècle, il est le fils d'Épicratidès et de Lindia, une Alexandrine. Son tuteur Hestiaeus d'Amisos lui donne le nom de « Tyrannion ». À Rhodes, il suit les enseignements de Denys le Grammairien.
Lucullus le fait prisonnier lors de la prise de la ville d'Amisos durant la guerre des Romains contre Mithridate VI. Son lieutenant Lucius Licinius Murena le récupère comme esclave, puis l'affranchit. Emmené à Rome, il devient l'ami d'Atticus et de Cicéron et tient école dans sa maison. Les lettres de Cicéron apportent quelques informations sur Tyrannion : il donne des leçons au jeune Quintus, neveu de Cicéron, il aide les Tullii à enrichir leur bibliothèque privée.
Par la suite, il acquiert par ses leçons de grandes richesses. Il organise à Rome une bibliothèque avec les ouvrages d'Aristote et de Théophraste possédés par Apellicon de Téos que Sylla a fait rapporter d'Athènes. Il aurait fait des copies de ces auteurs peu diffusés à l'époque pour Andronicos de Rhodes,. La Souda rapporte que sa bibliothèque contenait plus de 30 000 volumes.
Le géographe Strabon et l'écrivain Varron comptent parmi ses élèves. Toujours selon la Souda, il décède à un âge avancé paralysé par la goutte en 26 av. J.-C..